# Ford Mondeo (1996)
Ford Mondeo er en stor mellemklassebil produceret af Ford Motor Company. Denne artikel omhandler den anden modelgeneration, som har den interne typekode BAP/BFP/BNP, og som blev produceret i årene 1996 til 2000.

## Historie
Modellen, som gik i produktion i august 1996, og som kom ud til forhandlerne i november måned samme år, var i princippet blot en kraftigt faceliftet udgave af første generation. Alligevel blev Mondeo '97 indført af Ford som anden generation og herefter bygget frem til september 2000.
Kølergrillen var nu ellipseformet, og forlygterne var buede og blev placeret højere. Disse modifikationer medførte også strukturelle ændringer, hvilket nødvenddigjorde nye kollisionstests. Teknikken og motorerne var overtaget næsten uændret fra forgængeren, dog fandtes der ikke længere nogen version med firehjulstræk. Fortil havde Mondeo '97 indvendigt ventilerede skivebremser og bagtil enten tromlebremser eller ind- eller udvendigt ventilerede skivebremser.
Fra maj 1998 fik Mondeo forbedrede materialer i interiøret og yderligere mindre tekniske ændringer, blandt andet i udstødningssystemet. Samtidig blev modelserien udvidet med en coupéudgave solgt under navnet Ford Cougar.
Da Ford Scorpio blev taget ud af produktion i december 1998, overtog Mondeo rollen som den største almindelige personbil i Fords europæiske modelprogram.
Udstyrsvarianterne var i starten de samme som hos forgængeren, men fik senere nye betegnelser:
- Ambiente (grundudstyr)
- Trend (med ekstraudstyr)
- Festival (specialmodel)
- Futura (specialmodel)
- Ghia (topmodel)

Mondeo '97 fandtes i flere specialmodeller end forgængeren. I 1999 kom der en effektøget sportsversion af Duratec V6-motoren med 151 kW (205 hk).
- Bagfra
- Ford Mondeo sedan (1996–2000)
- Ford Mondeo Turnier (1996−2000)
- Interiør i Mondeo Ghia med træindlæg, automatisk klimaanlæg og original radio

I oktober 2000 kom en helt nyudviklet efterfølger på markedet.

## Tekniske data
|                                                | 1.6                      | 1.6                      | 1.8                                      | 2.0                                     | 2.0                                      | 2.5                                        | 2.5                                      | 2.5 ST200                | 1.8 TD                       |
| Byggeår                                        | 8/1996−5/1998            | 5/1998−9/2000            | 8/1996−9/2000                            | 8/1996−5/1998                           | 5/1998−9/2000                            | 8/1996−4/1999                              | 5/1999−9/2000                            | 5/1999−9/2000            | 8/1996−9/2000                |
| Motordata                                      |                          |                          |                                          |                                         |                                          |                                            |                                          |                          |                              |
| Motorserie                                     | Zetec-E                  | Zetec-E                  | Zetec-E                                  | Zetec-E                                 | Zetec-E                                  | Duratec                                    | Duratec                                  | Duratec                  | Endura-DE                    |
| Motorkode                                      | L1J                      | L1L, L1N                 | RKB, RFK                                 | NGA                                     | NGB                                      | SEA                                        | SEB                                      | SGA                      | RFN                          |
| Motortype                                      | R4-benzinmotor           | R4-benzinmotor           | R4-benzinmotor                           | R4-benzinmotor                          | R4-benzinmotor                           | V6-benzinmotor                             | V6-benzinmotor                           | V6-benzinmotor           | R4-dieselmotor               |
| Antal ventiler pr. cylinder                    | 4                        | 4                        | 4                                        | 4                                       | 4                                        | 4                                          | 4                                        | 4                        | 2                            |
| Ventilstyring                                  | DOHC, tandrem            | DOHC, tandrem            | DOHC, tandrem                            | DOHC, tandrem                           | DOHC, tandrem                            | 2 × DOHC, kæde                             | 2 × DOHC, kæde                           | 2 × DOHC, kæde           | OHC, tandrem                 |
| Fødesystem                                     | Multipoint-indsprøjtning | Multipoint-indsprøjtning | Multipoint-indsprøjtning                 | Multipoint-indsprøjtning                | Multipoint-indsprøjtning                 | Multipoint-indsprøjtning                   | Multipoint-indsprøjtning                 | Multipoint-indsprøjtning | Hvirvelkammer- indsprøjtning |
| Trykladning                                    | –                        | –                        | –                                        | –                                       | –                                        | –                                          | –                                        | –                        | Turbolader, ladeluftkøler    |
| Køling                                         | Vandkøling               | Vandkøling               | Vandkøling                               | Vandkøling                              | Vandkøling                               | Vandkøling                                 | Vandkøling                               | Vandkøling               | Vandkøling                   |
| Boring × slaglængde                            | 76,0 × 88,0 mm           | 76,0 × 88,0 mm           | 80,6 × 88,0 mm                           | 84,8 × 88,0 mm                          | 84,8 × 88,0 mm                           | 82,4 × 79,5 mm                             | 81,6 × 79,5 mm                           | 81,6 × 79,5 mm           | 82,5 × 82,0 mm               |
| Slagvolume                                     | 1597 cm³                 | 1597 cm³                 | 1796 cm³                                 | 1988 cm³                                | 1988 cm³                                 | 2544 cm³                                   | 2495 cm³                                 | 2495 cm³                 | 1753 cm³                     |
| Kompressionsforhold                            | 10,3:1                   | 10,3:1                   | 10,0:1                                   | 10,0:1                                  | 10,0:1                                   | 9,7:1                                      | 9,7:1                                    | 10,25:1                  | 21,5:1                       |
| Maks. effekt ved omdr./min.                    | 66 kW (90 hk) 5250       | 70 kW (95 hk) 5250       | 85 kW (115 hk) 5750                      | 96 kW (130 hk) 5700                     | 96 kW (130 hk) 5600                      | 125 kW (170 hk) 6250                       | 125 kW (170 hk) 6250                     | 151 kW (205 hk) 6500     | 66 kW (90 hk) 4500           |
| Maks. drejningsmoment ved omdr./min.           | 138 Nm 3500              | 142 Nm 3600              | 158 Nm 3750                              | 176 Nm 3700                             | 178 Nm 4000                              | 220 Nm 4250                                | 220 Nm 4250                              | 235 Nm 5500              | 177 Nm 2250                  |
| Kraftoverførsel                                |                          |                          |                                          |                                         |                                          |                                            |                                          |                          |                              |
| Drivende hjul                                  | Forhjul                  | Forhjul                  | Forhjul                                  | Forhjul                                 | Forhjul                                  | Forhjul                                    | Forhjul                                  | Forhjul                  | Forhjul                      |
| Gearkasse (standardudstyr)                     | 5-trins manuel           | 5-trins manuel           | 5-trins manuel                           | 5-trins manuel                          | 5-trins manuel                           | 5-trins manuel                             | 5-trins manuel                           | 5-trins manuel           | 5-trins manuel               |
| Gearkasse (ekstraudstyr)                       | –                        | –                        | 4-trins automatisk                       | 4-trins automatisk                      | 4-trins automatisk                       | 4-trins automatisk                         | 4-trins automatisk                       | –                        | –                            |
| Præstationer (sedan og combi coupé)            |                          |                          |                                          |                                         |                                          |                                            |                                          |                          |                              |
| Topfart                                        | 180 km/t                 | 185 km/t                 | 195 km/t (179 km/t)                      | 206 km/t (190 km/t)                     | 206 km/t (190 km/t)                      | 224 km/t (210 km/t)                        | 224 km/t (210 km/t)                      | 231 km/t                 | 180 km/t                     |
| Acceleration 0-100 km/t                        | 13,4−13,8 sek.           | 13,1 sek.                | 11,0 sek. (13,4 sek.)                    | 9,9 sek. (11,7 sek.)                    | 10,0 sek. (11,7 sek.)                    | 8,3 sek. (10,5 sek.)                       | 8,3 sek. (10,0 sek.)                     | 7,7 sek.                 | 13,9 sek.                    |
| Brændstofforbrug pr. 100 km ved blandet kørsel | 7,1−7,7 liter Blyfri 95  | 7,6−8,3 liter Blyfri 95  | 7,3−8,4 liter (8,8−9,4 liter) Blyfri 95  | 8,1−8,7 liter (8,8−9,5 liter) Blyfri 95 | 8,0−8,9 liter (8,7−9,6 liter) Blyfri 95  | 9,0−9,7 liter (10,1−10,3 liter) Blyfri 95  | 9,2−9,5 liter (9,7−10,1 liter) Blyfri 95 | 10,1 liter Blyfri 95     | 6,0−6,6 liter Diesel         |
| CO2-udslip ved blandet kørsel                  | 170−196 g/km             | 182−199 g/km             | 178−202 g/km (211−227 g/km)              | 194−210 g/km (212−227 g/km)             | 192−213 g/km (205−229 g/km)              | 215−233 g/km (242−247 g/km)                | 219−228 g/km (231−247 g/km)              | 242 g/km                 | 161−178 g/km                 |
| Præstationer (stationcar)                      |                          |                          |                                          |                                         |                                          |                                            |                                          |                          |                              |
| Topfart                                        | 175 km/t                 | 180 km/t                 | 190 km/t (174 km/t)                      | 199 km/t (186 km/t)                     | 199 km/t (186 km/t)                      | 215 km/t (200 km/t)                        | 215 km/t (200 km/t)                      | 227 km/t                 | 176 km/t                     |
| Acceleration 0-100 km/t                        | 13,9−14,3 sek.           | 13,5 sek.                | 11,4 sek. (13,9 sek.)                    | 10,3 sek. (12,2 sek.)                   | 10,2 sek. (12,1 sek.)                    | 8,6 sek. (11,0 sek.)                       | 8,5 sek. (10,3 sek.)                     | 7,8 sek.                 | 14,0 sek.                    |
| Brændstofforbrug pr. 100 km ved blandet kørsel | 7,6−8,5 liter Blyfri 95  | 7,8−8,5 liter Blyfri 95  | 8,0−8,7 liter (9,4−10,0 liter) Blyfri 95 | 8,4−9,1 liter (9,4−9,9 liter) Blyfri 95 | 8,2−9,1 liter (9,2−10,2 liter) Blyfri 95 | 9,2−10,0 liter (10,3−10,5 liter) Blyfri 95 | 9,3−9,8 liter (9,8−10,5 liter) Blyfri 95 | 10,4 liter Blyfri 95     | 6,3−6,8 liter Diesel         |
| CO2-udslip ved blandet kørsel                  | 182−203 g/km             | 187−204 g/km             | 191−209 g/km (225−239 g/km)              | 202−219 g/km (227−238 g/km)             | 196−218 g/km (218−241 g/km)              | 220−240 g/km (246−253 g/km)                | 223−235 g/km (235−251 g/km)              | 249 g/km                 | 170−183 g/km                 |

1. ↑  1.6 66 kW (90 hk): Maks. effekt for visse eksportlande 65 kW (88 hk)
2. ↑  1.6 70 kW (95 hk): Maks. effekt for visse eksportlande 66 kW (90 hk)
3. 1 2  Værdier i parentes gælder for versioner med automatgear

## Sikkerhed
Det svenske forsikringsselskab Folksam vurderer flere forskellige bilmodeller ud fra oplysninger fra virkelige ulykker, hvorved risikoen for død eller invaliditet i tilfælde af en ulykke måles. I rapporterne Hur säker är bilen? er/var Mondeo i årgangene 1993 til 2000 klassificeret som følger:
- 1999: Mindst 40 % bedre end middelbilen[3]
- 2001: Mindst 20 % bedre end middelbilen[4]
- 2003: Mindst 15 % bedre end middelbilen[5]
- 2005: Mindst 15 % bedre end middelbilen[6]
- 2007: Som middelbilen[7]
- 2009: Som middelbilen[8]
- 2011: Som middelbilen[9]
- 2013: Som middelbilen[10]
- 2015: Mindst 20 % dårligere end middelbilen[11]
- 2017: Mindst 20 % bedre end middelbilen[12]